# 挪威國防軍

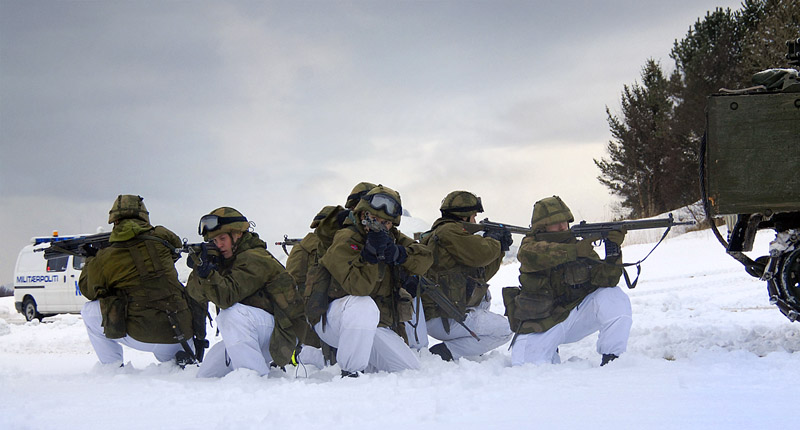
挪威陸軍士兵

挪威國防軍（挪威語：Forsvaret；直譯即國防或防衛），是挪威王國的武裝部隊，承平時期總兵力約16,048名，其中包括文職僱員。根據挪威的軍事動員計劃，可充分調動的後備兵力約63,318名作戰人員。挪威軍隊服從於國防大臣。最高統帥為國王哈拉爾五世。在歐洲北約成員國中，72億美元的軍費開支是北約成員國中人均最高的。

## 概要
根據挪威憲法規定，國防大臣對國家議會負責。而國防部為政府的行政部門，是文職人員和軍事人員的綜合機構，是軍隊最高行政機關，負責國防建設、軍費開支、武器裝備採購、研發、後備兵役動員等事務。國防部下轄國防司令部，以及三個民事機構：挪威國防研究機構（FFI），國家安全局和國防部代理地產。
國防司令部是軍隊最高指揮機構，在國防部領導下負責和平時期的國家防務和軍隊指揮。武裝部隊由正規軍和鄉土防衛隊組成。正規軍分為陸、海、空三個軍種。國防司令通過南、北兩個軍區司令對部隊實施指揮。
挪威有鑒於在第二次世界大戰被德國軍事佔領的經歷，在戰後加盟北大西洋公約組織，並組織鄉土防衛隊，實行徵兵制等為國防整備工作。
挪威軍名義上的統帥者為國王，但是實際上國防部大臣才是部隊的真正指揮官。目前挪威軍分4種軍種：

## 挪威陸軍
挪威的皇家陸軍，兵力約16,000人、有南、北2個軍區司令部、4個軍分區。未來編有1個第6師，下轄兩個旅級主力部隊（北旅、第6預備旅）及13個旅組成的鄉土防衛隊。另有一獨立的特種部隊（隸屬國家特種部隊司令部）。戰爭時，鄉土防衛隊支援陸軍作戰。

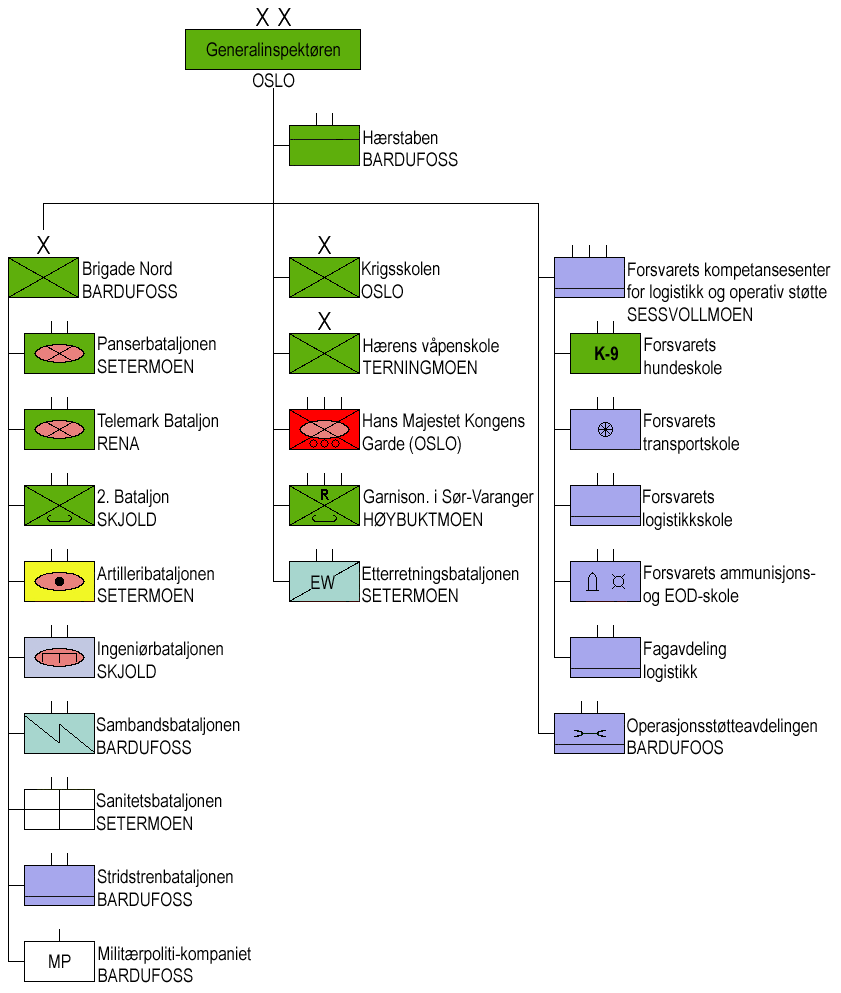
未來的挪威陸軍組織

### 主要裝備
- 豹2型坦克 - 52輛
- CV90裝甲戰鬥車 - 140輛
- M113裝甲運兵車 - 288+輛
- 拳師式裝甲輪型運兵車 - 200輛

## 挪威海軍

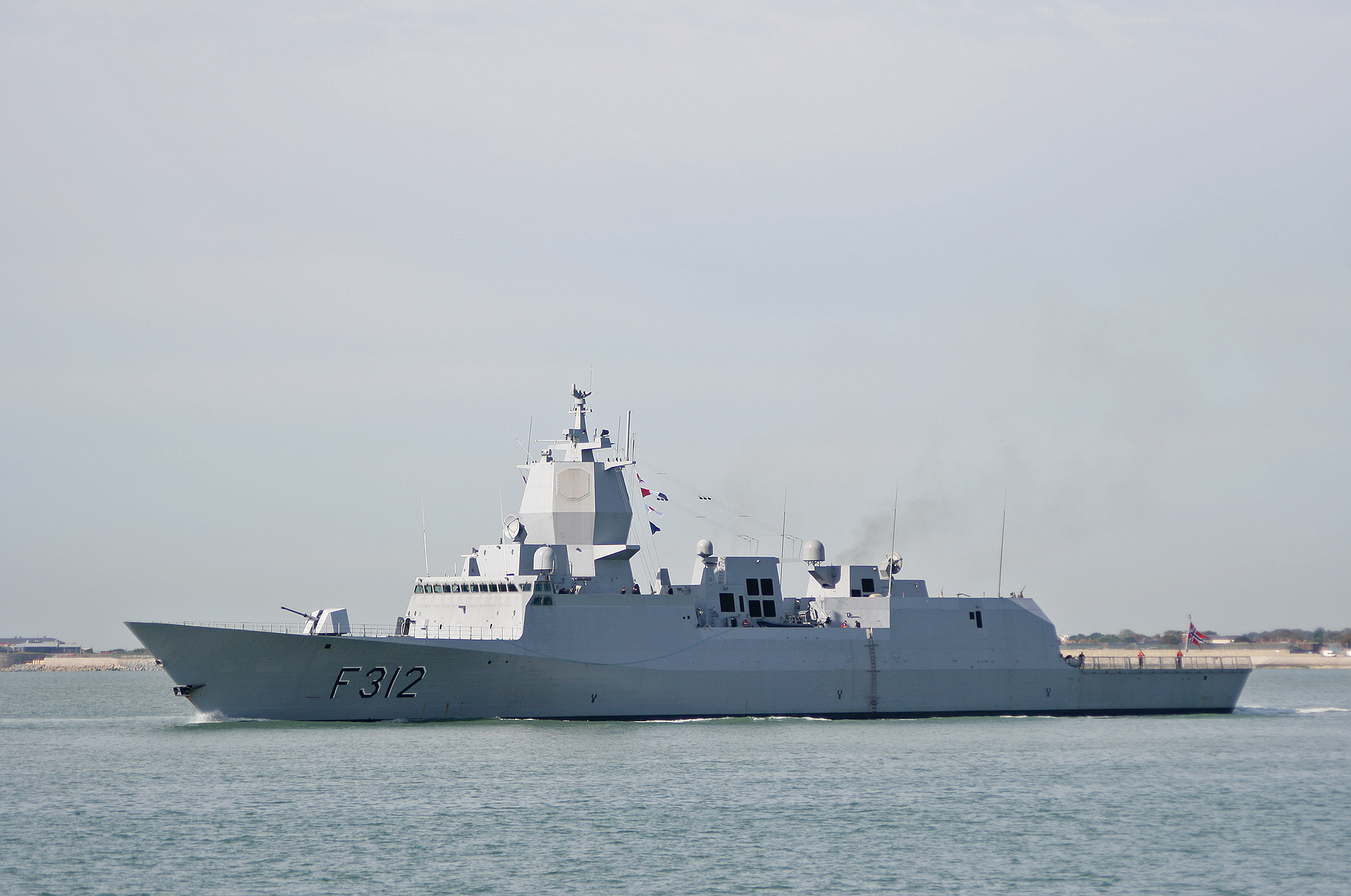
挪威南森級巡防艦

挪威皇家海軍徽章

挪威皇家海軍（RNoN）是負責挪威海上國防業務。由於挪威全國僅有3%的可耕地以及27%的林地，而其他低區都是無法利用的凍原和荒地，故使挪威特別重視海洋。兵力約3,700人，有70多艘各型艦艇，其中包括4艘巡防艦、6艘潛艦、6艘護衛艦、14艘巡邏艇、4艘掃雷艦、4艘獵雷艦、1艘水雷探測船、4艘支援艦和2艘訓練船。其中還包括海岸警衛隊（約800名人員及21艘各型船艦）。

### 任務
除了與北約盟國保持軍事合作關係，彼此分擔海上防務之外，挪威海軍還有以下主要功能：
- 保持國家完整，其中包含和平時期的需求，並維護國家的主權獨立和司法管轄權。
- 建立對抗海上攻擊的反入侵艦艇。
- 保持包含保護沿岸海運聯絡線在內的持續戰力。

### 編制
編制上有：
- 2個軍區司令部
- 7個軍分區、下轄：
  - 2個特遣艦隊
  - 1個護衛艦戰隊
  - 2個潛艇戰隊、
  - 5個導彈快艇戰隊
  - 1個掃、佈雷艇戰隊。

### 主要裝備
- 奧斯陸級巡防艦
- 南森級巡防艦
- 暴風級飛彈快艇
- 伶俐級飛彈快艇
- 隼級飛彈快艇
- 盾牌級飛彈快艇
- 奧格索級獵雷艇
- 阿爾塔級則掃雷艇
- 科本級潛艇
- 烏拉級潛艇
- AGM-119 企鵝反艦飛彈
- NSM反艦飛彈

## 挪威空軍

挪威皇家空軍徽章

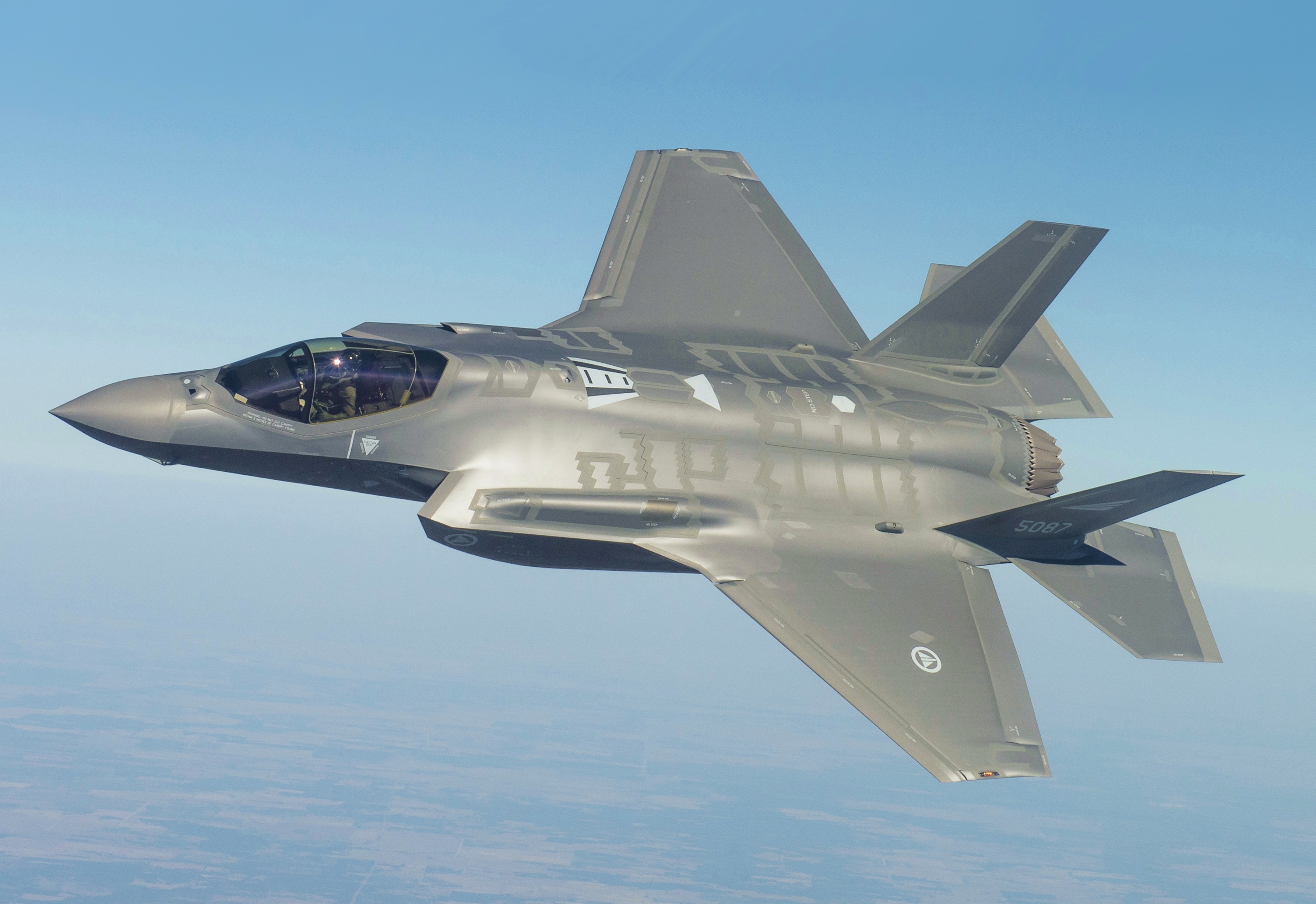
挪威皇家空軍F-35A戰機

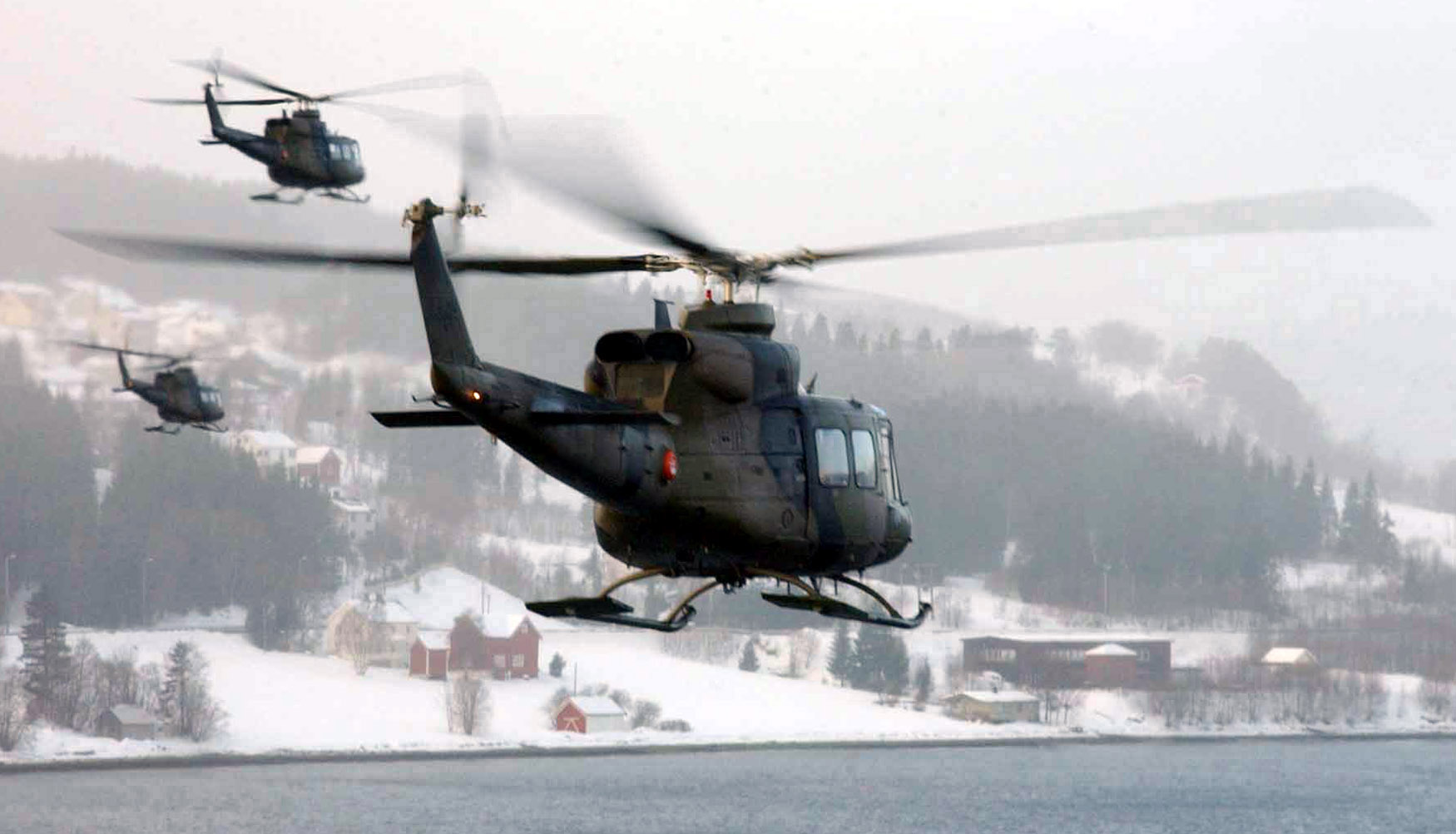
貝爾412直昇機

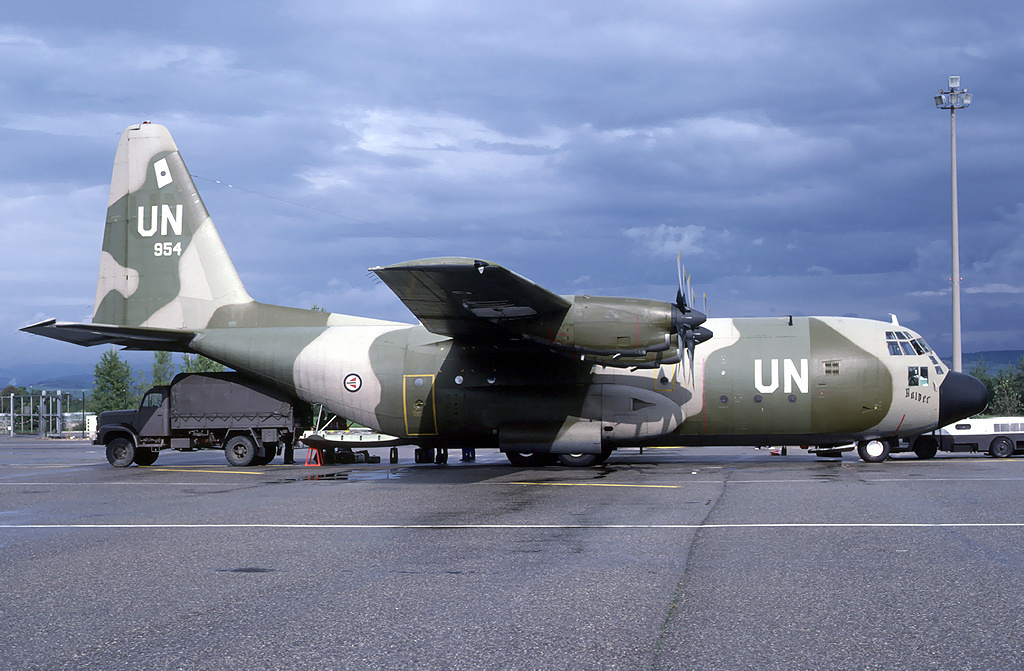
挪威C-130運輸機

挪威皇家空軍（RNoAF），平時兵力約1,430名雇員。RNoAF的基礎設施包括7個空軍基地（在Andøya、Bardufoss、Bodø、Gardermoen、Rygge、Sola和Ørland），兩個控制和報告中心（在Sørreisa和Mågerø）和兩個培訓中心（在Kjevik 克里斯蒂安桑、Persaunet 特隆赫姆）。

### 編制

#### 博德空軍基地（Bodø）
- 基地在諾爾蘭郡的博德
- 132聯隊
  - 331中隊（F-35A戰機）
  - 332中隊（F-35A戰機）
  - 330中隊（SH-3海王直昇機；救援）

#### 歐蘭空軍基地（Ørland）
- 基地在南特倫德拉格郡的歐蘭
- 132聯隊
  - 332中隊（F-35A戰機）
  - 338中隊（F-35A戰機）
  - 北約空中預警部隊（E-3空中預警機）
  - 330中隊(分隊)（SH-3海王直昇機；救援）
  - 防空營

#### 安島空軍基地（Andøya）
- 基地在諾爾蘭郡北部的安島
- 133聯隊
  - 333中隊（P-3海上巡邏機）

#### Bardufoss空軍基地
- 基地在特羅姆斯郡
- 139聯隊
  - 337中隊（山貓直昇機／NH90直昇機；海岸警衛隊）
  - 339中隊(分隊)（貝爾412直昇機；運輸）
  - 718中隊（無人飛行器／UACV）
  - 挪威皇家空軍飛行訓練學校（MFI-15；飛行訓練）

#### 奧斯陸空軍基地（Gardermoen）
- 基地在奧斯陸國際機場
- 135聯隊
  - 335中隊（C-130J運輸機）
  - 717中隊（DA-20；電戰和VIP運輸）

#### 立格空軍基地（Rygge）
- 基地在東福爾郡
- 137聯隊
  - 720中隊（貝爾412直昇機；特種部隊運輸）
  - 330中隊（SH-3海王直昇機；救援）
  - 336中隊（F-5戰鬥機；導彈試驗）
  - 339中隊(分隊)（貝爾412直昇機；運輸）
  - 基地防禦中隊

#### Sola空軍基地
- 基地在羅加蘭郡的索拉（Sola）
- 134聯隊
  - 330中隊(分隊)（SH-3海王直昇機；救援）

#### 巴杜福斯空軍基地(Bardufoss)
- 139聯隊
  - 334中隊（NH90直昇機；）(用於海軍)
  - 337中隊（NH90直昇機；）(用於挪威海岸警衛隊)
  - 339中隊(分隊)（貝爾412直昇機；運輸）
  - 皇家挪威空軍飛行訓練學校

#### 挪威皇家空軍戰機列表
| 戰機                            | 產地   | 版本       | 數量   | 備註                                  |
| 戰鬥機                          | 戰鬥機 | 戰鬥機     | 戰鬥機 | 戰鬥機                                |
| ------------------------------- | ------ | ---------- | ------ | ------------------------------------- |
| F-35閃電II戰鬥機                | 美国   | F-35A      | 40     | 計畫訂購12架                          |
| 反潛機                          |        |            |        |                                       |
| P-3獵戶座海上巡邏機             | 美国   | P-3C/N     | 6      |                                       |
| P-8海神式海上巡邏機             | 美国   |            | 1      | 計畫訂購4架取代P-3C/N                 |
| 運輸機                          |        |            |        |                                       |
| C-130運輸機                     | 美国   | C-130J-30  | 4      |                                       |
| 教練機                          |        |            |        |                                       |
| 薩博 Safari                     | 瑞典   | MFI-15     | 16     |                                       |
| 直升機                          |        |            |        |                                       |
| 貝爾412                         | 美国   | 貝爾412 SP | 18     |                                       |
| WS-61韋斯特蘭海王               | 英国   | MK43       | 11     |                                       |
| 奧古斯塔偉士蘭AW101灰背隼直升機 | 英国   |            | 3      | 訂購13架以替代WS-61韋斯特蘭海王直升機 |
| NH90                            | 法國   | NH90 ASW   | 8      | 訂購6架                               |
| 電戰機                          |        |            |        |                                       |
| 達索獵鷹20                      | 法國   | 200型      | 2      |                                       |

## 挪威国土防卫军
平時編制約1,200名；戰時，可動員的兵力可達56,200名。
挪威国土防卫军（挪威語：Heimevernet；類似國民警衛隊）在1946年12月成立，是挪威可迅速動員的軍事力量。編制上劃成數個軍區，再細分成更小的單位，典型的為一個自治市配一個部隊。鄉防隊在戰時的職責是保護地方基礎設施和居民安全。

## 外部連結
- 挪威國防部
- 挪威國防軍